# تصادف قطار اسکندریه
تصادف قطار اسکندریه در ۱۱ اوت ۲۰۱۷ در ایستگاه خورشید در حومه اسکندریه مصر رخ داد. دو قطار که یکی از پورت سعید و دیگری از قاهره می‌آمدند در ساعت ۲:۱۵ بعدازظهر به وقت محلی با هم برخورد کردند که ۴۴ نفر کشته و ۱۷۰ زخمی بر جا گذاشت.

## جزئیات حادثه
براساس بیانیه منتشر شده شرکت راه‌آهن مصر قطار سریع‌السیری که از قاهره به مقصد اسکندریه در حرکت بود، به پشت قطار پورت سعید که در ایستگاه خورشید در حومه شهر بندری اسکندریه توقف کرده بود برخورد کرد.

## تلفات و خسارات
بر اثر این حادثه ۴۴ نفر کشته و نزدیک به ۱۷۰ نفر زخمی شده‌اند.همچنان مأموران دنبال مسافران بیشتری در بین لاشه واگن‌های قطار در حال جستجو هستند. این تصادف مرگبارترین تصادف قطار از چهار سال پیش در مصر می‌باشد.
چندین واگن قطار از ریل خارج شده و متلاشی شده‌اند.

## علت و پیامدهای حادثه
قطار پورت سعید به دلیل نقض فنی خارج از برنامه در ایستگاه خورشید توقف کرده بود و همین امر و در جریان نبودن اتاق کنترل باعث چنین حادثه ای شد. هشام عرفات وزیر ترابری مصر گفت تحقیقات دربارهٔ دلیل تصادف در جریان است. همچنین وی تصمیم گرفت که ۲ مسئول و ۲ کارمند شرکت راه‌آهن این کشور را موقتاً برکنار کند.
عبدالفتاح سیسی، رئیس‌جمهوری مصر بلافاصله پس از وقوع حادثه خواستار انجام تحقیقات حول علت آن شد. نبیل صادق، دادستان کل مصر نیز دستور آغاز تحقیقات حول علت این حادثه را صادر کرد.

## پیشینه
به گزارش رسانه‌ها به دلیل فرسودگی جاده‌ها و راه‌های ریلی در مصر، آمار تصادفات ریلی و جاده‌ای و تلفات ناشی از آن در این کشور بالاست.
- ۷۰ نفر در سال‌های ۲۰۱۲ و ۲۰۱۳ طی دو تصادف قطار کشته شده‌اند.
- در سال ۲۰۱۳ یک قطار با یک مینی‌بوس تصادف می‌کند که ده‌ها نفر کشته شدند.
- بالاترین کشته‌ها با آمار ۳۷۰ نفر مربوط به تصادف قطار در سال ۲۰۰۵ می‌باشد که یک قطار به‌طور کامل آتش گرفته بود.